# Antoni Pruna
Antoni Pruna López (Badalona, 13 de juny de 1958) és un exjugador de bàsquet. Amb els seus 1,80 metres d'alçària jugava en la posició de base.
Va començar a jugar a bàsquet als equips de minibàsquet del Joventut de Badalona. Després d'un breu pas pels Maristes tornà a la Penya amb qui va ser internacional juvenil i júnior amb la selecció espanyola, debutant amb el primer equip la temporada 1976-77. Posteriorment va jugar dues temporades a l'Areslux Granollers, també a la màxima categoria del bàsquet nacional, amb qui va arribar a disputar la Copa Korac en la seva segona temporada. La temporada 79-80 la va jugar al Covadonga de Gijón, on estava destinat a realitzar el servei militar. En tornar, a la temporada 1980-81, va jugar novament al Joventut, amb qui va guanyar la primera Copa Korac de la història del club. Després d'aquella temporada va jugar a diversos equips de primera B, com el CB Mataró, el CB Premià de Mar o el Sant Josep de Badalona.
Un cop retirat de la pràctica esportiva es va llicenciar en educació física i va ser preparador físic i segon entrenador del Grupo IFA Espanyol a la lliga ACB.